# Герб Славутського району
Герб Славутського району — офіційний символ Славутського району, затверджений 12 квітня 2007 р. рішенням сесії районної ради.

## Опис
Щит поділений перекинуто-вилоподібно. На першому лазуровому полі срібний уширений хрест; друге поле золоте; на третьому зеленому золотий колосок. Щит обрамлено декоративним картушем, увінчаним золотою територіальною короною.